# Isola di Durnovo
L'isola di Durnovo (in russo Остров Дурново?) è un'isola russa che fa parte dell'arcipelago Rimskij-Korsakov; si trova nella parte occidentale del golfo di Pietro il Grande, nel mar del Giappone, nell'Estremo Oriente russo. Appartiene amministrativamente al Chasanskij rajon, del Territorio del Litorale ed è inclusa nella Riserva della biosfera marina dell'Estremo Oriente (Дальневосточный морской биосферный заповедник). Si trova 65 km a sud-ovest di Vladivostok.

## Geografia
L'isola ha una forma arrotondata ed larga circa 580 m. L'altezza massima è di 96,9 m s.l.m. La parte settentrionale è relativamente pianeggiante e termina in una spiaggia di sassi. La costa meridionale è un'alta scogliera che presenta striature orizzontali nere e grigie. La superficie dell'isola è ricoperta d'arbusti e boschi di latifoglie. Vicino alla punta sud dell'isola vi sono due faraglioni.

## Storia
L'isola è stata scoperta nel 1851 da baleniere francesi e l'anno successivo è stata descritta dal brigantino Caprice della Marina francese. È stata esaminata e descritta nel 1854 dagli equipaggi russi della fregata Pallada e dello schooner Vostok. Nel 1863, è stata studiata in dettaglio e mappata dalla spedizione guidata dall'ufficiale di marina Vasilij Matveevič Babkin a bordo della corvetta Kalevala, che ha dato all'isola il nome di un membro dell'equipaggio, l'ufficiale Pёtr Nikolaevič Durnovo.